# Chypre c. Turquie

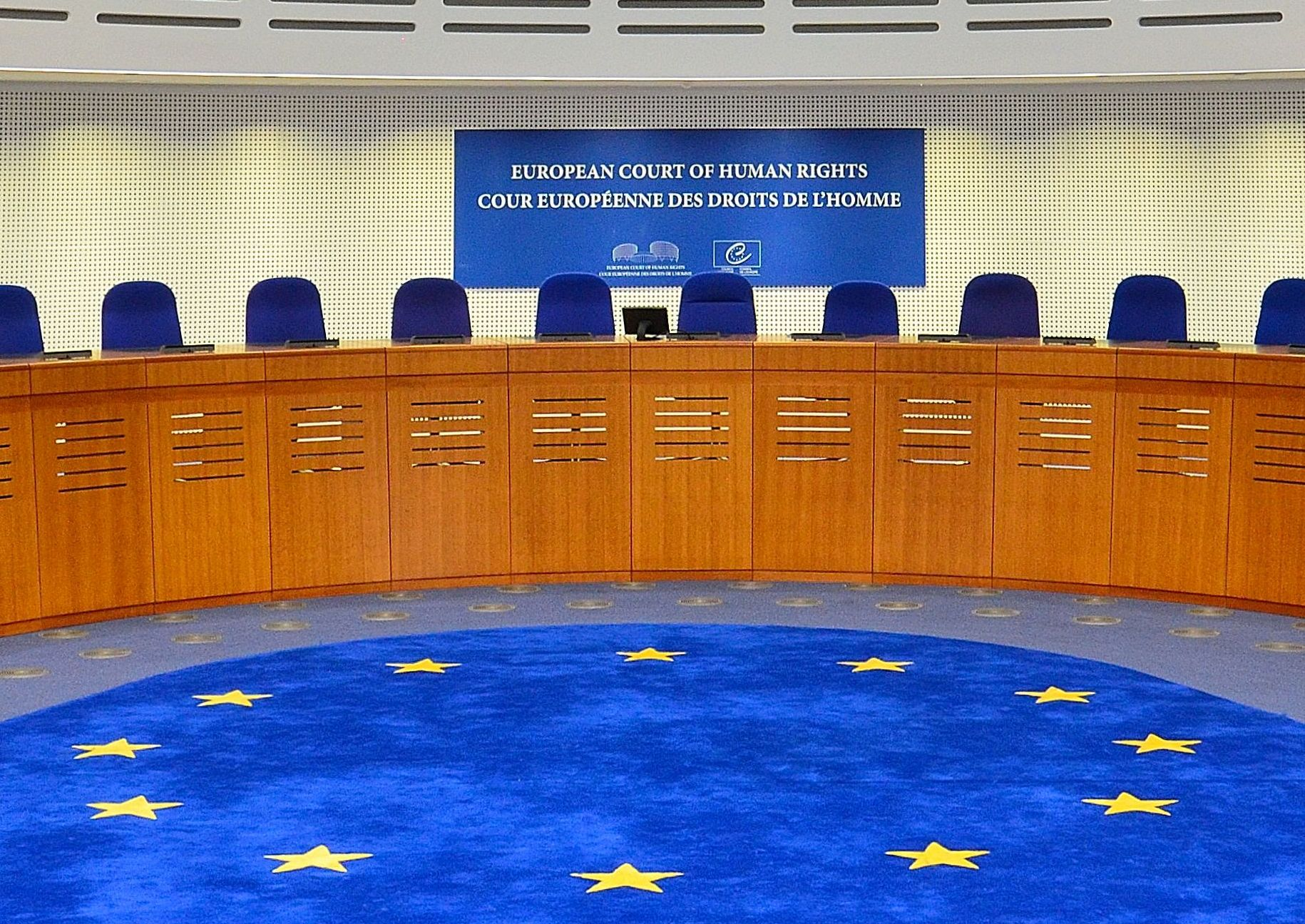
Salle d'audience de la Cour européenne des droits de l'homme à Strasbourg

Chypre c. Turquie (IV) (2001) (No. 25781/94) est une affaire soulevée par Chypre contre la Turquie en 1994 et jugée sur le fond par la Grande Chambre de la Cour européenne des droits de l'homme en 2001. Elle concerne la situation existante dans le Nord de Chypre après l'invasion turque de Chypre en 1974 et la séparation de facto de l'île méditerranéenne.

## Jugement
Sur la responsabilité, la Cour décide, par seize voix contre une, en se référant à son arrêt Loizidou c. Turquie, que les faits dénoncés relèvent de la juridiction de la Turquie et engagent donc la responsabilité de la Turquie.
Sur le fond, la Cour décide avec des divisions de vote différentes (dans la plupart des cas soit à l'unanimité soit par 16 voix contre 1):
- qu'il y a eu 14 violations de la Convention européenne des droits de l'homme par la Turquie :
  - Violations des articles 3 et 5 concernant les personnes disparues chypriotes-grecques et leurs proches ;
  - Violations des articles 8, 13 et P1-1 concernant le domicile et la propriété des Chypriotes-grecs déplacés ;
  - Violations des articles 3, 8, 9, 10, 13, P1-1 et P1-2 concernant les conditions de vie des Chypriotes-grecs dans la région de Karpas dans le nord de Chypre ;
  - Violation de l'article 6, concernant les droits des Chypriotes-turcs vivant dans le nord de Chypre ;
- qu'il n'y a pas eu de violation concernant une partie des plaintes, y compris toutes celles soulevées en vertu des articles 4, 11 et 14, et
- qu'il n'est pas nécessaire d'examiner certaines plaintes, y compris celles en vertu de l'article P1-3.

La décision concernant l'éventuelle indemnisation est reportée et le jugement sur cette question est adopté le 12 mai 2014, ordonnant à la Turquie de payer 90 000 000 € à Chypre.

## Opinions séparées
Les juges Palm (Suède), Costa (France), Jungwiert (République tchèque), Pantiru (Moldavie), Levits (Lettonie), Kovler (Russie), Fuad (Turquie) et Marcus-Helmons (Chypre) expriment des opinions partiellement dissidentes sur le jugement au fond.
15 juges ont exprimé cinq opinions concordantes ou dissidentes sur le jugement sur la satisfaction équitable.